# Le Môle
Le Môle ist ein 1.863 Meter hoher Berg im französischen Département Haute-Savoie in der Region Auvergne-Rhône-Alpes. Er liegt zwischen dem Tal der Arve im Südwesten und dem Tal der Giffre im Norden und Osten. Der Berg ist 30 Kilometer von Genf entfernt und bildet vom Genfersee aus das Tor zu den Savoyer Alpen.
Vom Gipfel aus sieht man das Juragebirge, den Genfer See, den Mont Blanc, die Chaîne du Bargy und den Salève.

## Trivia
- Le Môle ist auf dem Bild "Vue de Mornex" von Camille Corot zu sehen (links, von Mornex aus gesehen).
- Am Südhang des Berges befinden sich die Weinberge von Ayse.
- Es gibt einen leicht begehbaren Wanderweg zum Gipfel von Saint-Jean-de-Tholome aus (12 km, 660 Hm)

## Galerie

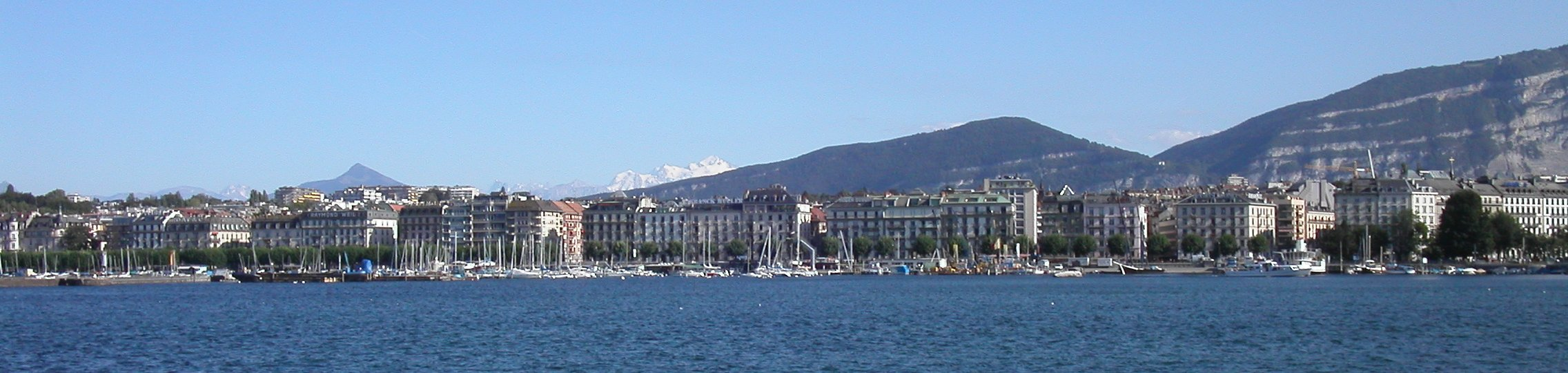
Le Môle (links), von Genf aus gesehen, rechts daneben der Mont Blanc.

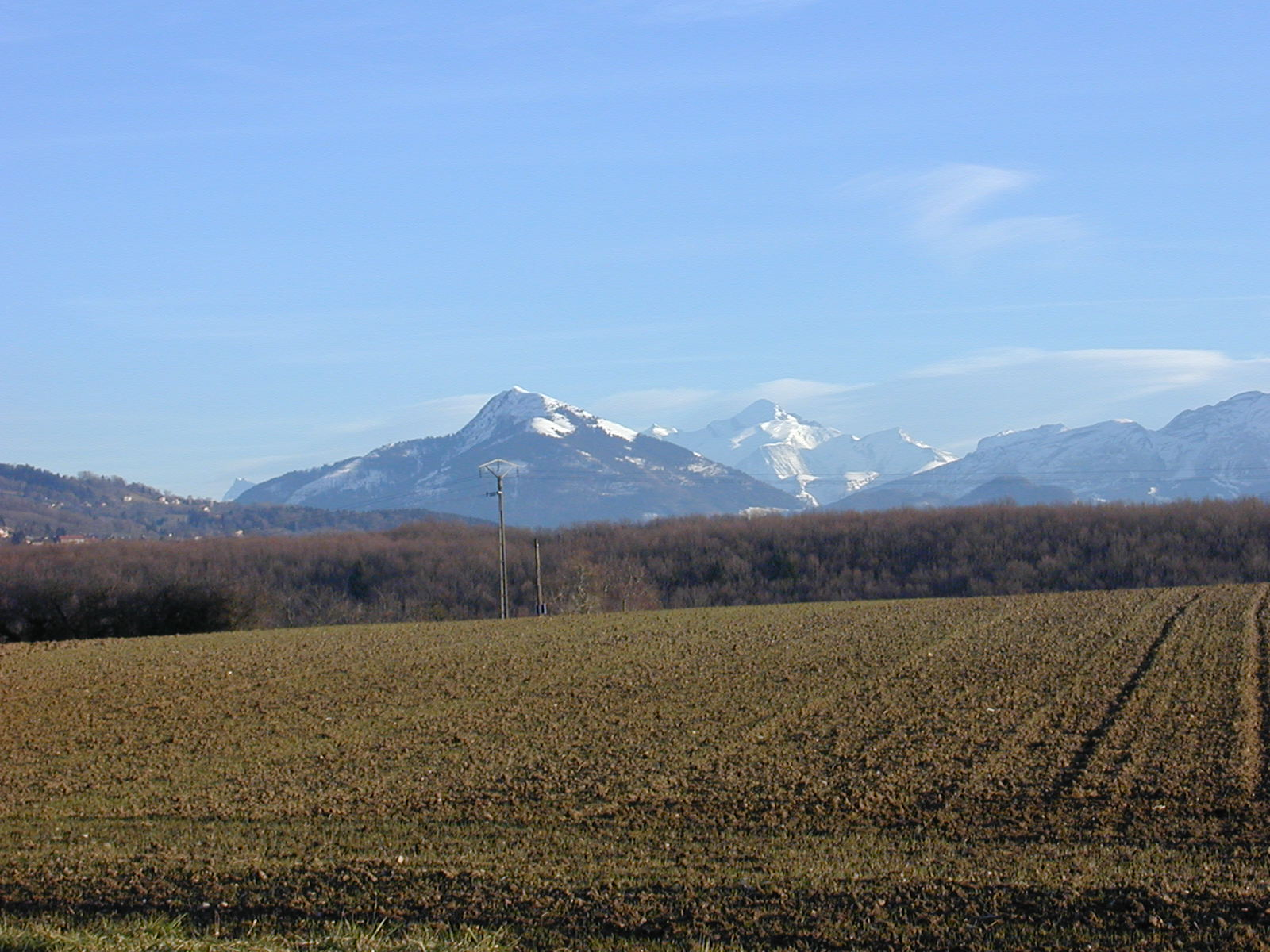
Le Môle, von Nordosten aus gesehen
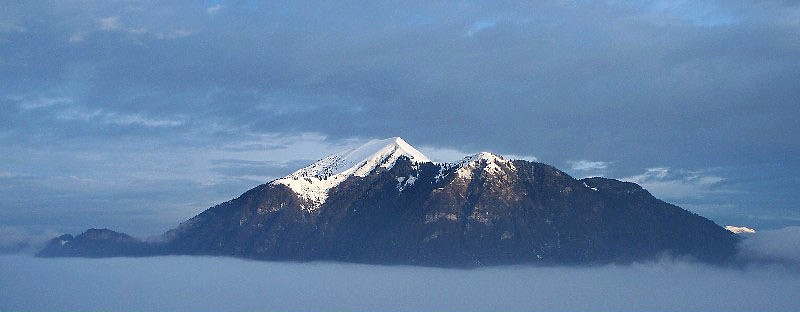
Le Môle, von Mont-Saxonnex aus gesehen
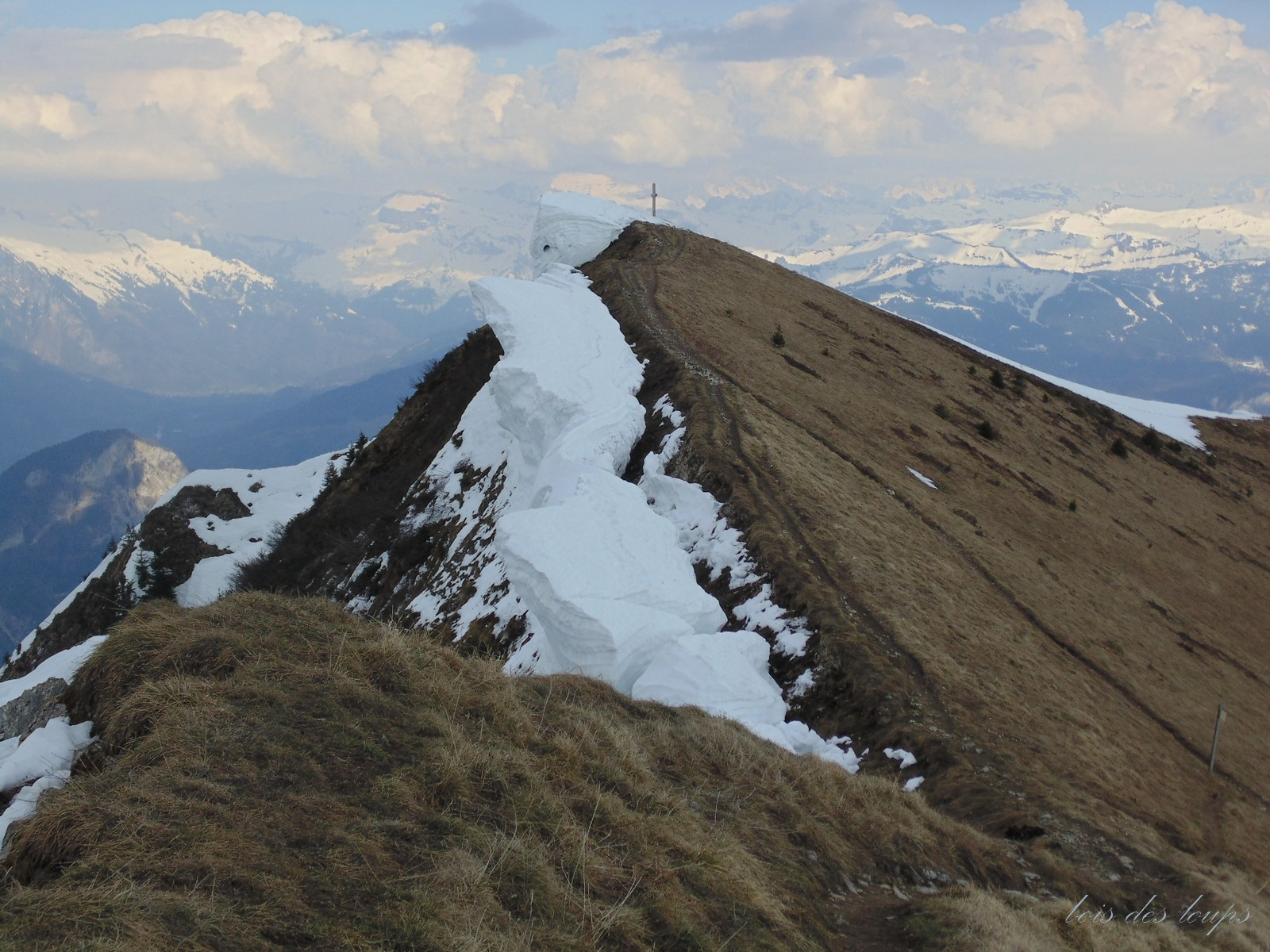
Der Gipfel